# Phymatarum borneense
Phymatarum es un género monotípico de plantas con flores perteneciente a la familia Araceae. Su única especie, Phymatarum borneense M.Hotta, es originaria de Borneo donde se distribuye por Brunéi y Sarawak.

## Taxonomía
Phymatarum borneense fue descrita por Mitsuru Hotta y publicado en Memoirs of the College of Science, Kyoto Imperial University. Series B. Biology 32(1): 29. 1965.
Sinonimia
- Phymatarum montanum M.Hotta, Mem. Coll. Sci. Kyoto Imp. Univ., Ser. B, Biol. 32(1): 30 (1965).[1]